# Abraxas memorabilis
Abraxas memorabilis är en fjärilsart som beskrevs av Inoue 1946. Abraxas memorabilis ingår i släktet Abraxas och familjen mätare. Inga underarter finns listade i Catalogue of Life.